# کاکوسان
کاکوسان، روستایی است از توابع بخش مرکزی و در شهرستان سردشت استان آذربایجان غربی ایران.

## جمعیت
این روستا در دهستان آلان قرار داشته و بر اساس سرشماری سال ۱۳۸۵ جمعیت آن ۲۱ نفر (۴ خانوار)
بوده‌است.